# Rare Cuts and Oddities 1966
Rare Cuts and Oddities 1966 è un album di raccolta del gruppo musicale statunitense Grateful Dead, pubblicato nel 2005 ma registrato nel 1966.

## Tracce
1. Walking the Dog (Rufus Thomas) – 5:38
2. You See a Broken Heart (Pigpen) – 2:50
3. The Promised Land (Chuck Berry) – 2:31
4. Good Lovin' (Artie Resnick, Rudy Clark) – 2:41
5. Standing on the Corner (Grateful Dead) – 2:55
6. Cream Puff War (Jerry Garcia) – 3:37
7. Betty and Dupree (traditional, arr. Grateful Dead) – 5:35
8. Stealin' (Gus Cannon) – 2:53
9. Silver Threads and Golden Needles (Dick Reynolds, Jack Rhodes) – 3:00
10. Not Fade Away (Buddy Holly, Norman Petty) – 3:51
11. Big Railroad Blues (Noah Lewis) – 3:10
12. Sick and Tired (Dave Bartholomew, Chris Kenner) – 3:19
13. Empty Heart (Mick Jagger, Brian Jones, Keith Richards, Charlie Watts, Bill Wyman) – 6:18
14. Gangster of Love (Johnny "Guitar" Watson) – 4:35
15. Don't Mess Up a Good Thing (Oliver Sain) – 2:56
16. Hey Little One (Dorsey Burnette, Barry De Vorzon) – 5:02
17. I'm a King Bee (Slim Harpo) – 6:01
18. Caution (Do Not Stop on Tracks) (Grateful Dead) – 9:18